# Akershus megye
 Akershus megye (fylke) Norvégia déli részén, Østlandet földrajzi régióban, közvetlenül a főváros, Oslo mellett. 

Akershus elhelyezkedése Norvégiában

Szomszédai Hedmark, Oppland, Buskerud, Oslo és Østfold megyék. Rövid határa van a svédországi Värmland történelmi tartománnyal is. 
Akershus Oslo után Norvégia második legnépesebb megyéje, lakossága 716 020 fő (2023. jan. 1.). A főváros védelmére épített Akershus erődről kapta nevét. Közigazgatási központja Oslóban van, a megye területén kívül. 

## Földrajz
Akershushoz tartozik a Mjøsa tó és a Glomma folyó egy része. 
Akershusban van Oslo számos külvárosa, például Bærum, így Akerhus az ország egyik legsűrűbben lakott területe. A megyén keresztül futnak Oslo fő vasútvonalai, számos csomóponttal és állomással, mint Asker, Sandvika, Ski és Lillestrøm.
A megyéhez tartozik a történelmi emlékhely Eidsvoll, Oslótól 48 kilométerre, ahol 1814-ben a nemzetgyűlés megszavazta a norvég alkotmányt. Eidsvolltól délre, Gardermoennál helyezkedik el a főváros nemzetközi repülőtere, az Oslo–Gardermoeni repülőtér.
A koronaherceg birtoka Askerban van.

## Önkormányzat és közigazgatás

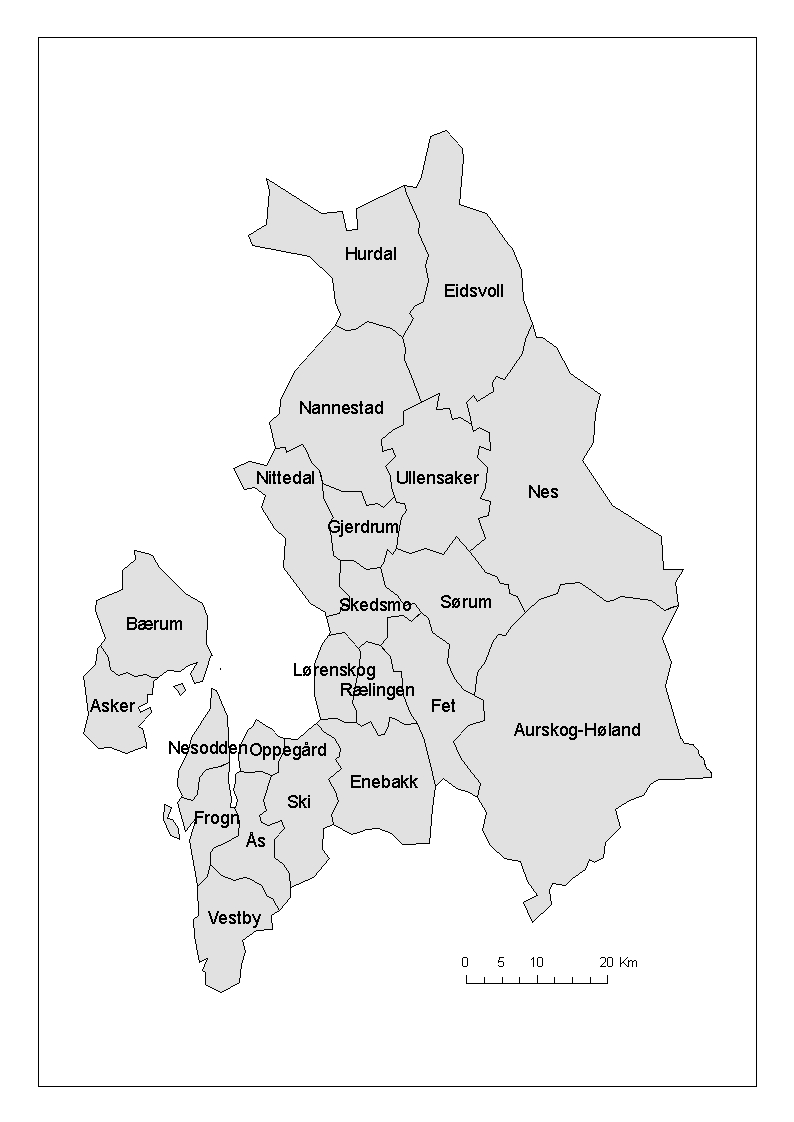
Akershus megye községei

Akershus megye a következő községeket foglalja magába:
- Asker
- Aurskog-Høland
- Bærum
- Eidsvoll
- Enebakk
- Fet
- Frogn
- Gjerdrum
- Hurdal
- Lørenskog
- Nannestad
- Nes
- Nesodden
- Nittedal
- Oppegård
- Rælingen
- Skedsmo
- Ski
- Sørum
- Ullensaker
- Vestby
- Ås